# Ngưng tụ Bose-Einstein

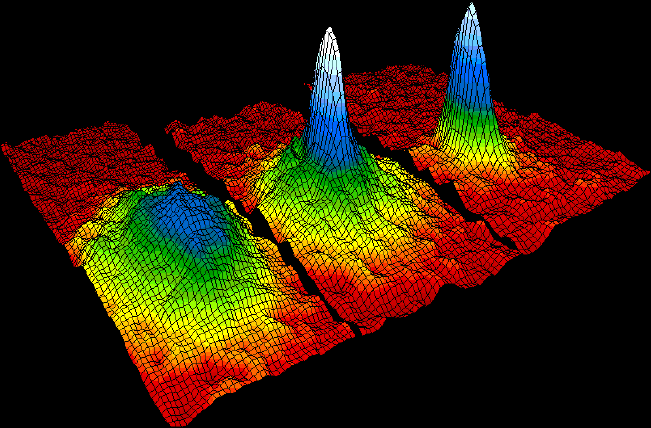
Trạng thái ngưng tụ Bose-Einstein của các boson, trong trường hợp này là các nguyên tử rubidi. Hình vẽ là phân bố tốc độ của chuyển động của các nguyên tử, theo vị trí. Màu đỏ chỉ nguyên tử chuyển động nhanh, màu xanh và trắng chỉ nguyên tử chuyển động chậm. Trái: trước khi xuất hiện ngưng tụ Bose-Einstein. Giữa: ngay sau khi ngưng tụ. Phải: trạng thái ngưng tụ xuất hiện rõ hơn. Ở trạng thái ngưng tụ, rất nhiều nguyên tử có cùng vận tốc và vị trí (cùng trạng thái lượng tử) nằm ở đỉnh màu trắng.

Ngưng tụ Bose–Einstein (bose-einstein condensate hay BEC) là một trạng thái vật chất của khí boson loãng bị làm lạnh đến nhiệt độ rất gần độ không tuyệt đối (hay rất gần giá trị 0 K hay —273,15 °C hoặc —459.67 °F). Dưới những điều kiện này, một tỷ lệ lớn các boson tồn tại ở trạng thái lượng tử thấp nhất, tại điểm mà các hiệu ứng lượng tử trở lên rõ rệt ở mức vĩ mô. Những hiệu ứng này được gọi là hiện tượng lượng tử mức vĩ mô.
Mặc dù các thí nghiệm về sau cho thấy có những tương tác phức tạp trong hệ, trạng thái vật chất này lần đầu tiên được Satyendra Nath Bose và Albert Einstein tiên đoán tồn tại trong năm 1924–25. Bose đầu tiên gửi một bài báo đến Einstein về thống kê lượng tử của lượng tử ánh sáng (ngày nay gọi là photon). Einstein đã rất ấn tượng về bài viết này, ông dịch nó từ tiếng Anh sang tiếng Đức và gửi bài viết của Bose đến tạp chí Zeitschrift für Physik và được công bố bởi tạp chí này. (Bản nháp của Einstein, lúc đầu nghĩ là có thể bị mất, đã được tìm thấy trong thư viện của Đại học Leiden vào năm 2005.). Einstein sau đó mở rộng ý tưởng của Bose cho hệ hạt vật chất trong hai bài báo sau đó. Những nỗ lực của Bose và Einstein cho kết quả về khái niệm khí Bose trong khuôn khổ lý thuyết thống kê Bose–Einstein, miêu tả phân bố thống kê của những hạt đồng nhất với spin nguyên, mà sau này Paul Dirac gọi là các boson. Các hạt boson, bao gồm photon cũng như các nguyên tử heli-4 (4He), được phép tồn tại ở cùng trạng thái lượng tử như nhau. Einstein chứng minh rằng khi làm lạnh các nguyên tử boson đến nhiệt độ rất thấp thì hệ này tích tụ lại (hay "ngưng tụ") trong trạng thái lượng tử thấp nhất có thể, và tạo nên trạng thái mới của vật chất.
Năm 1938 Fritz London đề xuất trạng thái BEC như là một cơ chế giải thích cho tính siêu chảy của 4He cũng như tính siêu dẫn nhiệt độ thấp ở một số vật liệu.
Năm 1995 khí ngưng tụ đầu tiên đã được tạo ra bởi nhóm của Eric Cornell và Carl Wieman ở phòng thí nghiệm JILA thuộc Viện Công nghệ Tiêu chuẩn Quốc gia (NIST) tại Đại học Colorado ở Boulder, khi họ làm lạnh khí nguyên tử Rubidi đến nhiệt độ 170 nanokelvin (nK)  (1,7 x 10−7 K). Cũng trong thời gian này, Wolfgang Ketterle ở Học viện Công nghệ Massachusetts tạo ra được ngưng tụ Bose-Einstein đối với nguyên tử Natri và duy trì được hệ 2000 nguyên tử này trong thời gian lâu cho phép nghiên cứu những tính chất của hệ này. Thành tựu này mà Cornell, Wieman và Ketterle được nhận Giải Nobel Vật lý năm 2001. Tháng 11 năm 2010 trạng thái BEC của photon đã được quan sát thấy. Năm 2012, các nhà vật lý đã phát triển lý thuyết BEC cho hệ photon.
Sự chuyển pha dẫn đến ngưng tụ Bose Einstein xuất hiện ở dưới nhiệt độ giới hạn, đối với khí phân bố đều 3 chiều của hệ hạt không tương tác mà không có bậc tự do nội tại trong nó, được cho bởi công thức:
{\displaystyle T_{c}=\left({\frac {n}{\zeta (3/2)}}\right)^{2/3}{\frac {2\pi \hbar ^{2}}{mk_{B}}}\approx 3.3125\ {\frac {\hbar ^{2}n^{2/3}}{mk_{B}}}}
với:

| {\displaystyle \,T_{c}}  | là | nhiệt độ giới hạn,                                                  |
| {\displaystyle \,n}      | là | mật độ hạt,                                                         |
| {\displaystyle \,m}      | là | khối lượng của từng boson,                                          |
| {\displaystyle \hbar }   | là | hằng số Planck thu gọn,                                             |
| {\displaystyle \,k_{B}}  | là | hằng số Boltzmann và                                                |
| {\displaystyle \,\zeta } | là | hàm zeta Riemann; {\displaystyle \,\zeta (3/2)\approx 2.6124.} [11] |

## Giới thiệu
Các hạt trong vật lý được chia ra làm hai lớp cơ bản: lớp các boson và lớp các fermion. Boson là những hạt với "spin nguyên" (0,1,2...), fermion là các hạt với "spin bán nguyên" (1/2,3/2...). Các hạt boson tuân theo thống kê Bose-Einstein, còn các hạt fermion tuân theo thống kê Fermi-Dirac. Ngoài ra các hạt fermion còn tuân theo nguyên lý loại trừ Pauli, "hai hạt fermion không thể cùng tồn tại trên một trạng thái lượng tử".
Đối với mô hình khí lý tưởng (không có tương tác giữa các boson), khi ở nhiệt độ đạt đến không tuyệt đối (0 kelvin) tất cả các hạt boson có thể cùng tồn tại trên một trạng thái lượng tử với năng lượng thấp nhất. Đó chính là ngưng tụ Bose-Einstein. Trong trường hợp một hệ khí lý tưởng ba chiều, tồn tại một nhiệt độ chuyển pha, mà hệ khí sẽ ngưng tụ ở nhiệt độ thấp hơn nhiệt độ này.
Đối với hệ khí boson có tương tác (mô hình khí thực), người ta đã chứng minh một cách lý thuyết là tồn tại nhiệt độ chuyển pha, mà khí bose có thể ngưng tụ ngay cả trong các hệ hai chiều (Bologiubov-Pitaevskii). Những tiến bộ trong kĩ thuật làm lạnh và giam nguyên tử (làm lạnh bằng laser, làm lạnh bằng bay hơi, bẫy nguyên tử bằng laser, từ trường, điện trường) đã cho phép thực nghiệm quan sát được hiện tượng ngưng tụ Bose-Einstein trong các hệ khí lithi, kali và natri.
Sau khi quan sát hiện tượng ngưng tụ Bose, các nhà vật lý thực nghiệm đã tiếp tục đạt được những thành công trong việc làm lạnh khí fermion. Quá trình làm lạnh này khó hơn đối với boson do các fermion phải tuân theo nguyên lý Pauli. Người ta cũng đã quan sát hiện tượng ngưng tụ này ở fermion, nhưng với số phần trăm nguyên tử ngưng tụ thấp hơn. Hiện tượng này được gọi là "khí fermi suy biến". Các lý thuyết giải thích hiện tượng này bằng mô hình các hạt fermion tương tác với nhau. Hai fermion trong tương tác có thể liên kết được với nhau sẽ tạo ra các phân tử boson, ở nhiệt độ đủ thấp, các boson nhân tạo này sẽ ngưng tụ.